# Genos
Genos (altgriechisch τὸ γένος tò génos, n., Plural: τὰ γένη tà génē) war im antiken Griechenland die Bezeichnung für eine meist verwandtschaftlich verstandene Gemeinschaft, deren Angehörige über einen gemeinsamen Genos-Namen miteinander verbunden waren.
In der Archaik wird der Begriff Genos sowohl in der Bedeutung von Geschlecht oder Familie als auch in der Bedeutung „von vornehmer Herkunft sein“ gebraucht, ab dem Hellenismus wird er nur noch auf Personengruppen bezogen, die sich einer Familie zugehörig fühlen. Gene entstanden in der archaischen Zeit im Zuge der Polisbildung aus lokalen dörflichen Gemeinschaften, ob bereits ältere Vorformen bestanden, ist unklar. Sie wurden in die Poleis integriert und übernahmen dort vor allem religiöse Aufgaben; vermutlich waren einige auch Bestandteile von Phratrien.
Am besten belegt sind die Gene Athens, von denen über sechzig namentlich bekannt sind. Ihre Größe, Zusammensetzung und genaue Funktion sind umstritten. Nicht alle Bürger Athens gehörten einem Genos an. Angehörige der Gene stellten die Priester, waren für die Durchführung von Kulten, die Ausrichtung von Festen und für die Aufsicht über die Zulassung zu Phratrien zuständig. In der Forschung galten attische Gene lange Zeit als Reste adliger Klans, deren Funktionen als erhaltene Privilegien verstanden wurden.
Außerhalb Athens sind nur vereinzelt Gene belegt, zum Beispiel auf Kreta, in Naxos oder auf Kos.